# Осада Мессаны
Осада Мессаны — военные действия карфагенян против римлян в 265—264 годах до н. э.

## Предыстория
К середине 60-х годов III века до н. э. на Сицилии сложилась непростая и угрожающая ситуация. Остров находился между двумя набирающими силами державами — Римом и Карфагеном, — желающими распространить своё влияние на него. После ухода эпирского царя Пирра карфагеняне смогли значительно расширить свои владения на Сицилии, и им противостояли только Сиракузы, занимавшие сравнительно небольшую территорию на юго-востоке острова.
Конфликт приблизили так называемые мамертинцы. Это были жители города Мамертий в Бруттии, которые служили наёмниками в армии сиракузского тирана Агафокла, а после его смерти обманом захватили город Мессану, перебив местных мужчин. Маммертинцы устраивали набеги на окрестные территории с целью грабежа. Наконец, сиракузяне отправили после него армию во главе с Гиероном, который разгромил основные силы мамертинцев и был провозглашён царём.
Эта опасность вынудила мамертинцев искать помощи у соседей. Предпочтения разделились между Римом и Карфагеном. Оказавшаяся поблизости карфагенская эскадра высадила в городе десант. Вскоре проримские группировки обратились к римлянам с просьбой принять их под своё покровительство. В Риме не могли допустить ещё большего расширения влияния Карфагена. В сенате этот вопрос решить не смогли, но народное собрание высказалось за начало войны.
В Мессану был отправлен военный трибун Гай Клавдий. Ему удалось без боя занять город, так как карфагеняне решили вывести войска. Эта ситуация не могла устраивать ни Карфаген, ни Сиракузы, и они временно объединились против Рима и отправили армии к Мессане.

## Осада
Карфагеняне осадили Мессану с моря и с суши, где также расположились и сиракузяне. Римляне подготовили войска под командованием консула Аппия Клавдия для отправки на Сицилию. Попытка уладить конфликт не удалась, и тогда Аппий приступил к переправе легионов через Мессанский пролив. После высадки Аппий атаковал сначала сиракузян и победил их, а затем и карфагенян. Союзники не доверяли друг другу и не оказали помощи. Осада Мессаны закончилась.

## Последствия
После этой победы римляне вторглись в область Сиракуз и осадили город. В конце года они отступили, но в следующем году римляне вновь подступили к стенам Сиракуз. Гиерон решил перейти на сторону римлян и предложил им союз, на что римляне ответили согласием.